# Johan Victor Dahlberg
Herman Johan (Johan Victor) Dahlberg (Paramaribo, 1 september 1915 – Ubbergen, 23 november 1946) was een Nederlands componist van Surinaamse komaf. 
Hij is zoon van griffier bij het kantongerecht in Paramaribo Johan Victor Dahlberg en Christine Heloïse Ringeling (overleden 1941). Al vroeg vertrok hij met zijn moeder naar Nederlandse bodem, zijn vader was al overleden voordat hij geboren werd (juli 1915). Hij stierf op jonge leeftijd aan tuberculose in de Sint Maartenskliniek in Ubbergen nabij Nijmegen, nadat hij voor die ziekte al diverse keren opgenomen was geweest. Hij werd begraven op Rustoord.
Vader en moeder waren volgens Kruseman reeds muzikaal, dus Dahlberg kon daarin verder. Hij ging naar het gymnasium, omdat hij in de voetsporen zou gaan treden van zijn vader. Hijzelf was een andere mening toegedaan. Hij voelde zich meer aangetrokken tot de muziek en wilde naar de muziekschool van Nijmegen. Uiteindelijk kreeg hij zijn zin, zijn docenten aldaar waren Willem Kerper, Jan Vet en Willem van Kalmthout. Daarna mocht hij nog lessen volgen aan het Amsterdams Conservatorium. Docenten aldaar waren Sem Dresden en Hendrik Andriessen. In 1942 studeerde daar af. Zijn Symphonie macabre opus 7 (1938-1940) leverde hem de Alphons Diepenbrockprijs op. Een deel van dat werk werd in 1940 uitgevoerd door het Utrechts Symfonie Orkest onder leiding van Willem van Otterloo. Dahlberg raakte bevriend met de dirigent Frans van Amelsvoort.
Andere werken van hem:
- Strijkkwartet met hoorn
- Interludium nr. 1 voor vrouwenkoor en strijkorkest
- Interludium nr. 2 voor groot orkest
- Interludium nr. 3 (opgedragen aan Hendrik Andriessen)(1942-1944) voor strijkorkest, 3 trompetten en drie bazuinen
- Trio voor viool cello en piano (opus 4)
- Motet O vos omnes (opus 6) voor gemengd koor en orgel
- Interludium (Libera me) voor vrouwenkoor, strijkorkest, harp en buisklokken (1941)
- Ciconna da cheisa voor mannenkoor en orkest
- Gavotte en musette voor strijkorkest.

Alle muziek stukken waren ten tijde van het verschijnen van de Krusemangids in het bezit van het Gemeentemuseum Den Haag. In 1972 wijdde dat museum een tentoonstelling aan, die met zijn muziek geopend werd. De tentoonstelling zou daarna naar Suriname verplaatst worden.
- Nederlandse Thesaurus van Auteursnamen: 070420882
- Virtual International Authority File: 287553365
- WorldCat: E39PBJjdk9PxxFYbRwgHCMVDMP